# Донченко, Анатолий Акимович
Анатолий Акимович Донченко — советский хозяйственный и государственный деятель, Герой Социалистического Труда.

## Биография
Родился в 1922 году в селе Подгорцы. Член КПСС.
Участник Великой Отечественной войны: командир орудия 368-го гвардейского тяжелого самоходного артиллерийского Тираспольского полка
В 1950—1985 — шлифовщик Киевского завода «Арсенал» Министерства оборонной промышленности СССР.
Указом Президиума Верховного Совета СССР от 26 апреля 1971 года присвоено звание Героя Социалистического Труда с вручением ордена Ленина и золотой медали «Серп и Молот».
Делегат XXV съезда КПСС.
Умер в 2010 году в Киеве.

## Награды и звания
- Герой Социалистического Труда (26.04.1971)
- Орден Ленина (26.04.1971)
- Орден Октябрьской Революции (22.07.1982)
- Орден Отечественной войны I степени (06.04.1985)
- Орден Трудового Красного Знамени (1976)
- Орден Славы III степени (1945)